# Acrapex permystica
Acrapex permystica är en fjärilsart som beskrevs av Emilio Berio 1975. Acrapex permystica ingår i släktet Acrapex och familjen nattflyn. Inga underarter finns listade i Catalogue of Life.